# تشارلز ماكدويل جونيور
تشارلز ماكدويل جونيور (بالإنجليزية: Charles McDowell, Jr.)‏ هو صحفي أمريكي، ولد في 24 يونيو 1926، وتوفي في 5 نوفمبر 2010 بسبب سكتة.